# نوردهوفن
نوردهوفن (به آلمانی: Nordhofen) یک شهر در آلمان است که در وستروالدکرایس واقع شده‌است. نوردهوفن ۵۷۳ نفر جمعیت دارد.